# Селва ди Кадоре
Сѐлва ди Кадо̀ре (на италиански: Selva di Cadore; на ладински: Selva, Селва) е село и община в Северна Италия, провинция Белуно, регион Венето. Разположено е на 1335 m надморска височина. Населението на общината е 520 души (към 2014 г.).